# SJ T4
Die Baureihe T4 waren von Nydqvist och Holm mit den Baunummern 2314–2318 als Lizenzbau hergestellte dieselelektrische Lokomotiven für die schwedische Staatsbahnen Statens Järnvägar (SJ) zur Beförderung von Reise- und Güterzügen.

## Geschichte
Nydqvist och Holm begann 1953 mit dem Lizenzbau von Diesellokomotiven des Herstellers General Motors (GM). Der erste Typ war die Baureihe DSB MY der Danske Statsbaner (DSB) mit zwei Führerständen, einem amerikanischen Lokkasten mit GM-Motor und zwei dreiachsigen Drehgestellen. 1955 entschieden sich SJ, fünf Lokomotiven eines ähnlichen Modells zu kaufen. Die Lokomotive sollte jedoch mit einer langen und einer kurzen Haube auf jeder Seite des Mittelführerstandes ausgestattet sein.
Die Serie blieb die einzige GM-Lizenzserie mit einem Mittelführerstand von Nydqvist och Holm. Die NSB Di 3, sowie die an SNCB, CFL und MÁV gelieferten Lokomotiven hatten allesamt zwei Führerstände, ebenso wie die an DSB gelieferte DSB MX.

## Technik
Die Lokomotiven erhielten einen Zweitakt-Dieselmotor vom Typ EMD 12-567C sowie vier an den Drehgestellen montierte Elektromotoren vom Typ ASEA LJB 84. Sie besaßen eine Heizungsanlage und konnten so für Reise- und Güterzüge eingesetzt werden. Während ihrer gesamten Dienstzeit waren sie braun mit weißen Streifen lackiert.

## Einsatz
Sie wurden dem Bahnbetriebswerk Borås zugeteilt, das die Lokomotiven bis 1962 im Reisezugdienst auf den Strecken Borås–Alvesta und Halmstad–Nässjö einsetzte. Nach der Elektrifizierung dieser Strecke wurden sie zur Siljansbana zwischen Borlänge und Mora weitergegeben. Hier erreichte sie erneut die Elektrifizierung 1978, was die Abstellung der drei Lokomotiven T41 200, T41 201 und T41 202 zur Folge hatte. T41 203 und T41 204 fuhren danach im Güterzugdienst von Östersund aus auf der Inlandsbana. Die letzte Lok wurde dort 1988 außer Betrieb gestellt.

## Umnummerung
Durch eine Umstellung der Betriebsnummern im Nummernplan der SJ erhielten die fünf Lokomotiven 1956 bei gleicher Baureihenbezeichnung die Nummern 200 bis 204.

## SJ T41
Durch eine Umstellung der Baureihenbezeichnungen im Nummernplan der SJ erhielten die fünf Lokomotiven 1964 bei gleichbleibenden Betriebsnummern die neue Baureihenbezeichnung SJ T41.

## Verbleib
- T41 200 wurde nach der Abstellung 1979 ausgemustert, jedoch in die strategischen Reserve von Banverket als Bereitschaftslokomotive eingestellt. 1999 kam sie betriebsfähig zu Sveriges Järnvägsmuseum und wurde Anfang der 2000er Jahre an die Museiföreningen Gefle-Dala Jernväg verkauft.[1]
- T41 201 wurde nach der Abstellung 1979 ausgemustert, stand bis 1983 in Örebro und wurde 1984 in Vislanda verschrottet.
- T41 202 wurde nach der Abstellung 1979 ausgemustert und in die strategischen Reserve von Banverket als Bereitschaftslokomotive eingestellt. 2003 wurde sie von Sveriges Järnvägsmuseum als Ersatzteilspender übernommen und 2012 verschrottet.
- T41 203 kam 1978 nach Östersund. Die Abstellung erfolgte 1981, verschrottet wurde die Lok 1991.
- T41 204 kam 1978 nach Östersund und wurde 1981 nochmals bis 1984 nach Borlänge abgegeben. Dann folgte der erneute Einsatz in Östersund bis zur Abstellung 1988. Danach wurde sie über das Sveriges Järnvägsmuseum zur Museiföreningen Gefle-Dala Jernväg abgegeben, wo sie betriebsfähig vorhanden ist.[2]